# كمب الكيلاني
كمب الكيلاني أو كمب الأرمن هي أحد مناطق العاصمة العراقية بغداد تقع في الشطر الشرقي من المدينة في جهة الرصافة، كانت هذه المنطقة من مناطق بغداد ذات الغالبية المسيحية.

كمب الكيلاني يمثل أحد أحياء وسط المدينة المزدحم، يحده من الشمال الخط السريع محمد القاسم ومن الجنوب منطقة الباب الشرقي، ومن الشرق شارع النضال أما من الغرب فمنطقة الشيخ عمر.

## التركيبة السكانية
في عام 1920 حسب ما مثبت في السجلات، كان عدد المؤمنين يتراوح بين 600 إلى 800 عائلة من الكلدان فقط . نزحوا من الشمال في العام 1920 بشكل بسيط.
في عام 1980، بدأت تتحول المنطقة إلى منطقة صناعية وتجارية مما جعل ساكنيها يتركون المنطقة وينتقلون إلى مناطق أخرى من بغداد كنعيرية وقيارة والأمين الأولى والثانية والمشتل و الغدير وغيرها من مناطق بغداد.
في عام 1998، كان عدد العوائل 97 عائلة أغلب العوائل هم من الطبقة الفقيرة و المتوسطة، وكانت تستقبل الكنائس في كل جمعة أكثر من 150 طفل ابتدائية، وأكثر من 30 شاب وشابة في مراحل المتوسطة و الإعدادية.
في عام 2003، تضائل عدد العوائل المسيحية في منطقة كمب الكيلاني، لعدة اسباب أولها الهجرة فالكثير من أبناء المنطقة اتخذ الهجرة سبيلاً له بحثاً عن حياة أفضل في بلاد الاغتراب.

## الكنائس
• كنيسة مريم الطاهرة الكلدانية.
• كنيسة مار اندراوس للروم الأرثوذكس.
• كنيسة مار قرداغ، كنيسة المشرق الآشورية
 • كنيسة مار كورا، كنيسة المشرق الآشورية 
• مصلى للأرمن الأرثوذكس.

الكهنة الذين خدموا فيها :
1. الاب شمعون يوسف. 1921 - 1923

2. الأب عوديشوع بولص. 1922 - 1945

3. الأب سهدا يونان. 1932 - 1953

4. الخوري يوسف تمو الكرمليسي. 1954 - 1968، توفي في تموز 1968.

5. القس هرمز جعدان. 1969 – 1971.

6. القس إسحاق بطرس البيداري. 1971 – 1981

7. الأب جبرائيل شمامي. 1981 – 1991، نقل بعدها إلى كنيسة مار يوسف شفيع العمال / نفق الشرطة، تم ترميم وتأهيل الكنيسة في عهده.

8. القس قرياقوس الراهب ,1991 – 1994.

9. الأب عامر بطرس.

10. الأب نضير دكو استلمها إداريا فقط.

11. الأب صلاح هادي خدور. 1998 وإلى يومنا هذا.